# Стрипорама фест
Стрипорама фест је фестивал стрипа поп културе и илустрације, који се традиционално одржава од 2015. године у Нишу у време одржавања Нишвил џез фестивала. Током четири дана фестивала  одржава се већи број активност међу којима су значајније; трибина, промоција нових издања, издавачких подухвата и школа стрипа за најмлађе посетиоце.

## Организатори
Организатор Стрипорама феста је стрипарница Јужни Darkwood из Ниша уз подршку Нишвил џез Фестивала.

## Историја
Нови замах у обнављању посустале нишке стрип сцене 2015. године дало је оснивање и одржавање првог фестивал стрипа и поп културе - „Стрипорама” у организацији стрипарнице Јужни Darkwood и Нишвил џез фестивала. Подршку дали и издавачке куће Весели четвртак, Француски Институт у Србији и Delli центра.

## Циљеви фестивала
Фестивал је основан са циљем не само да слави стрип уметност и поп културу пре свега кроз упознавање са звездама домаћег и иностраног стрипа и илустрације и представљање издавачких подухвата у овој области, већ и да оживи и „врати стару славу” Нишкој стрип сцени.
Током четири дана, колико у августу месецу траје фестивала, у Нишу и околини одржавају се трибине и промоције нових издања стрипова, дају јавни интервјуи уметника, цртају посвете, одржава берза стрипа и акционих фигура и школа стрипа за најмлађе посетиоце.
Један од важних сегмената Стрипораме, по којем се и разликује од фестивала у земљи и окружењу, јесте и званични портфолио фестивала, сачињен од илустрација гостију фестивала урађених специјално за ову прилику.

## Учесници фестивала
На фестивалу су по годинама одржавања гостовати неки од најпознатијих домаћих и иностраних стрип аутора који раде за најпознатије светске стрип издаваче, затим сценаристи и стрип теоретичари
| Година одржавања | Учесници |
| ---------------- | --- |
| 2015.            | Стрип аутори: Бранислав Бане Керац — Рајко Милошевић Гера — Дражен Ковачевић — Мирко Чолак — Есад Рибић — Стеван Субић Сценаристи: Марко Стојановић Стрип теоретичари: Марко Шелић Марчело. |
| 2016.            | Стрип аутори, илустратори и уредници стрип издања: Луиђи Пикато — Доборосав Боб Живковић — Дражен Ковачевић — Милан Јовановић — Стеван Субић — Јелена Ђорђевић — Велибор Станојевић — Павле Зелић — Марко Стојановић — Душан Младеновић — Милан Јовановић |
| 2019.            | Стрип аутори, илустратори и цртачи Ђузепе Матеони, звезда издавачке куће „Sergio Bonelli Editore“, аутор насловница и цртач стрипа Драгонеро — Константин Виктов-Титис (цртач стрипова и писац прича о хит филмовима Екпендаблес, Киллинг Сеасон, Олимпус је пао) — Милорад Вицановић Маза (цртач серије стрипова Вундервафен, један од најпродаванијих на франкофоном тржишту) — Дарко Перовић (један од најпопуларнијих стрип цртача у Италији, цртач на стрипу Магични Ветар) — Иван Стојковић (стрип цртач и аниматор) — Мирољуб Милутиновић Брада (на француској стрип сцени присутан две деценије) — Сабахудин Мурановић Муран (карикатуриста Вековници и Хајдук) — Дејан Ненадов (сликар, стрип цртач и илустратор, на француском тржишту присутан од 2008. године) — Леонид Пилиповић (звезда француског стрипа и гитариста групе Гоблини). |
| 2021.            | Бранислав Керац, Филип Андроник, Јован Укропина, Данијеле Ђардини, Армитано, Иван Беров, Јелена Ђорђевић, Мидхат Капетановић, Иван Домузчијев, Лука Цакић, |